# 弘璆
弘璆（？—？），三國時期東吳人物。曲阿（今江苏丹阳）人。孙权的姐婿弘咨之孙，一说是孙权的外甥。

## 生平
弘璆起初担任五官中郎将。吴末帝孙皓元兴二年（265年）三月，弘璆受命与纪陟一起受任出使曹魏，并与曹魏议和，于次月抵达魏都洛阳。纪陟与弘璆进入魏境后，沿途注意观察民情，询问各地风俗。宝鼎三年（268年）拜中书令、太子少傅。天玺元年（276年）任太尉。

## 祖父
- 弘咨，孙坚的长女婿，孙权的姐夫，汉末诸葛瑾避乱江东，弘咨见到他很惊异，推荐给孙权，与鲁肃等人都以宾客接待。